# أساليب التلحين العربي
الغناء أكثر الأشكال الفنية قدرة على التأثير في أفكار الناس وعلى صياغة واجدانهم وأكثرها التصاقا بهم.

## الأسلوب الكلاسيكي
كانت السهرة الغنائية زمان طويلة، والطرب حتى الصباح، وكانت من قسمين الأول «يلعلع» فيها المطرب الصيت إلى جانب البطانة، والثاني ينكمش دور البطانة ليترك المساحة شبه كاملة لصوت المطرب فالنصف الأول من الليلة الغنائية كانت للموشحات، أما الثاني فهي للدور.

## الأسلوب الرومانسي
الرومانسية تتميز بالثورة على كافة الأصول والقيود خاصة الكلاسيكية، كما تعتبر حالة نفسية خاصة وتعبيراً عن تلك الحالة، ولذلك لا يوصف بالرومانسية الفنون الصادرة عنها فقط بل يوصف بها أيضًا أي شخص إذا تميزت نفسه بلون خاص من جموح الخيال، وسرعة الانفعال وشدته، والميل إلى التمرد والشكوى والتشاؤم، سواء كان هذا الشخص فنانًا أو مبدعًا أم لم يكن، فيقال رجل رومانسي كما يقال فن رومانسي، بينما لا يوصف بالكلاسيكية إلا أدب أو فن خاص، فالرومانسية حالة نفسية أكثر منها أسلوبًا أو مذهبًا فنيًا أو أدبيًا. ويصل المؤلف إلى الأسلوب التعبيري.
يبين التفسير الاجتماعي للغناء العربي، ارتباطه بالحالة الاقتصادية للمجتمع، فارتفع مع ارتفاعها وهبط مع هبوطها، كما ارتبطت أغنيات فترة الحرب العالمية الأولى بالعمد وأهل بورصة القطن، الذين نزلوا مصر ليبعثروا الأوراق الحمراء أي الجنيهات العشرة في الملاهي، وظهرت الطبقة المتوسطة والمثقفة التي حملت قدرًا كبيرًا من الرومانسية، وتغيرت الاشاراة إلى المرأة وأصبحت الأغاني تخاطبها في صيغة المذكر لا المؤنث، فيظهر مع هذا الفكر الغنائي الرومانسي ملحنون من نفس الطبقة المثقفة عبروا عن الكلمات برومانسية أيضًا، وتركوا لنا ثروة من الغناء الرصيد الراقي، من الأغنيات الرومانسية التي لحنها زكريا أحمد «1896م – 1961م» من تأليف بيرم التونسي "1893 – 1961"، وغنتها أم كلثوم «أنا وأنت»، «كل الأحبة اثنين اثنين»، أما الأغاني الرومانسية التي غناها محمد عبد الوهاب فهي كثيرة منها ما كتبه حسين السيد "1916 – 1983"، وهي «أجري أجري»، «أحبك وأنت فاكرني»، ومن تأليف أحمد رامي غنى محمد عبد الوهاب من ألحانه«أحب عيشة الحرية»، أما الأغاني الرومانسية التي لحناها وغناها فريد الأطرش "1910 – 1974" فهي كثيرة ما كتبه يوسف بدروس "1908 – 1987" مثل «أبكى يا عين».

## الأسلوب التعبيري
بدأت الحركة المسرحية في مصر في النصف الثاني من القرن التاسع عشر، وأنشأ الخديوي إسماعيل دار الأوبرا ثم افتتحها عام 1869 بعد أن أنشأ الفرنسيون «الكوميدي فرانسيز»، وهو مسرح فرنسي هزلي، مما شجع الفرق الفنية لزيارة مصر. وجاءت فرقة سليم خليل إلى مصر من الشام، وبعدها توالت الفرق القادمة من سوريا ولبنان منها فرق يوسف الخياط، وخليل القباني؛ مما أدى إلى ازدهار فن المسرح. واهتم سلامة حجازي بهذا الفن، وقدم مسرحيات تتضمن قصائد ملحنة خصيصًا من المسرحيات التي قدمتها فرقة سلامة حجازي مصر الجديدة «قلب المرأة»، ولحن سيد درويش 28 مسرحية أشهرها «العشرة الطيبة»، «شهر زاد»، ولحن رياض السنباطي منيرة المهدية مسرحيتي «عروس الشرق»، «آدم وحواء»، واشتراك كامل الخلعي وداود حسني في تلحين مسرحية «سميراميس»، ويذكر المؤلف: الأسلوب التعبيري يعني في مجال الفنون التشكيلية، وهو الإفصاح بلغة الأشكال والألوان والأحجام والأضواء والظلال، عن قيمة فنية يحس بها الفنان، ويريد أن ينقل من خلالها مشاعره إلى الآخرين، أما الإفصاح بلغة تلقائية نظرية فهي وسيلة ساذجة وامتداد لما يرسمه الأطفال، وإن جاء ذلك بمهارات أكثر دقة، وهي أقرب إلى الفن الشعبي. والألحان التعبيرية والواقعية يقدمها ملحن يتمتع بدرجة كبيرة لفهم لغة الناس التي يلحن من أجلهم، ويدرك أنواع الجمل التي تتركب منها هذه اللغة، فالجملة الاستفهامية غير التقريرية والسخرية والتهكم تكسب الألحان التعبير الصادق الشعبي، والتعبير عن المعاني في اللغة هي هدف الملحن في الأسلوب التعبيري، أما جماليات الغناء فلا يجب أن يعلو صوتها على صوت المعاني المراد توصيلها، ويكفي منها القدر الذي يضمن للتأليف الفني أن يكون ضمن ألوان الغناء، وليس مجرد خطابه أو إلقاء تمثيلي.

## الأسلوب التأثيري
ظهر الأسلوب التأثيري عام 1880م عندما كان الأسلوب الرومانسي هو السائد في تأليف الموسيقى العالمية، ليصبح أكبر قوة مناهضة لأسلوب الواقعية التي ينفي عنه بعض النقاد صفة الأسلوب، ويعتبرونه أسلوب حياة لا للتعبير الفني، كان تأثيره في مجالات الشعر والتصوير والموسيقى، والتأثيرية بطبيعتها مناهضة الكلاسيكية، فهي تتهم بما هو زمني ووقتي وبما هو وليد للخطة العابرة، وهو لذلك يعني بالحركة أكثر مما يعني بالاستقرار. وتتجلى التأثيرية في التضحية بالموضوع من أجل الشكل، وفي مجال الإبداع الموسيقي، سايرت التصوير فتخلت عن الميلودية والبناء التقليدي والنسيج البوليفوني والتسلسل المنطقي للتآلفات الهارمونية تبعاً للسياق الهارموني العضوي، وكانت على النقيض بحاجة إلى التآلفات الحالمة ذات الألوان الموسيقية غير المنتمين بعضها إلى بعض، وبحاجة إلى النغمات ذات الظلال المفكرة، كما كانت تلتقي مع تصميمات راقصة ذات مضمون، وتعبير مشابه في الأسلوب.

## الأسلوب الزخرفي
يعمد الأسلوب الزخرفي في الفنون التشكيلية للإبهار البصري، وفيه يطلق الفنان لريشته العنان في رسم خطوط وخلط ألوان يرى أنها تسهم في عمل تكوين فني مبهر للناظرين، ويعتمد في ذلك على ذوقه أولًا وعلى فهمه لعلاقة الألوان ببعضها، وأثر ذلك على النفس في كل بيئة. ويعتمد الغناء الفولكلوري على جمل لحنية قد يتكرر الكلام المصاحب بها، وتتباين اتجاهاته من الحزين إلى المرح إلى اللحن ثابت. والأغاني الاستعراضية والاسكتشات والتابلوهات المصورة يلعب الإيقاع فيها دورًا رئيساً، وقد يتساوى بصوت المغني، وكلها أغانٍ زخرفية تعتمد على ذوق وثقافة الملحن، وفي الغالب ما يكون لحنه في خدمة الرقص. وأخيرًا فإن أغاني العبث التي يخرج منها الغناء عن طبيعته كفن يؤثر في الواحد إلى فن ذات تأثيرًا سلبيًا في السلوك الاجتماعي والنفسي هي زخارف غنائية من لون خاص.